# Victor H. Metcalf

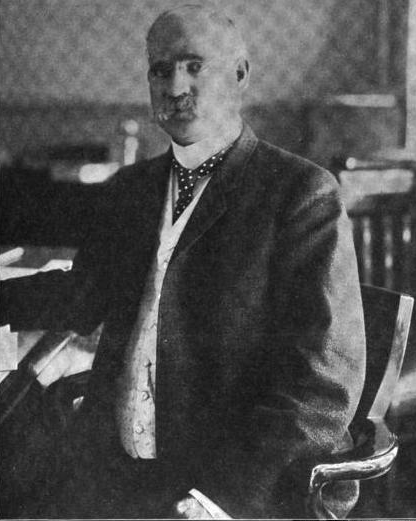
Victor H. Metcalf

Victor Howard Metcalf (* 10. Oktober 1853 in Utica, New York; † 20. Februar 1936 in Oakland, Kalifornien) war ein US-amerikanischer Politiker (Republikanische Partei), der in verschiedenen Positionen dem Kabinett von US-Präsident Theodore Roosevelt angehörte.
Metcalf besuchte die öffentliche Schule und eine Privatschule in Utica sowie eine Militärakademie in New Haven (Connecticut). 1872 begann er ein Studium am Yale College, das er bereits wenig später wieder verließ, um sich an der Law School von Yale einzuschreiben. Er graduierte dort 1876 und wurde in die Anwaltskammer von Connecticut aufgenommen. Im folgenden Jahr setzte er seine juristische Ausbildung am Hamilton College in Clinton fort und wurde Mitglied der Anwaltskammer des Staates New York. Er arbeitete zunächst als Anwalt in Utica, ehe er 1879 nach Oakland in Kalifornien umzog. 1881 heiratete er Emily Nicholson, mit der er zwei Kinder hatte.
Seine politische Laufbahn begann 1898 mit der Wahl ins Repräsentantenhaus der Vereinigten Staaten, wo er Kalifornien ab dem 4. März 1899 vertrat. Er wurde zweimal wiedergewählt und legte sein Mandat am 1. Juli 1904 nieder, als ihn Präsident Roosevelt als Handels- und Arbeitsminister in sein Kabinett berief. Das Handels- und das Arbeitsministerium waren zu diesem Zeitpunkt noch im Department of Commerce and Labor vereint. Am 12. Dezember 1906 wechselte er als Marineminister ins Department of the Navy. Aus gesundheitlichen Gründen trat Metcalf am 13. November 1908 zurück.
Nach dem Ausscheiden aus der Regierung arbeitete Victor Metcalf wieder als Jurist in Oakland; zudem war er im Bankgewerbe tätig. Er starb am 20. Februar 1936, nur einen Monat nach seiner Ehefrau.